# Caloptilia yasudai
Caloptilia yasudai là một loài bướm đêm thuộc họ Gracillariidae. Nó được tìm thấy ở Nhật Bản (Hokkaidō, Honshū) và Hàn Quốc.
Sải cánh dài 12-14.5 mm.